# Tachyempis simplicior
Tachyempis simplicior är en tvåvingeart som beskrevs av Wheeler och Axel Leonard Melander 1901. Tachyempis simplicior ingår i släktet Tachyempis och familjen puckeldansflugor. Inga underarter finns listade i Catalogue of Life.